# Малий Шокшем
Малий Шокше́м (рос. Малый Шокшем, марій. Изи Шокшем) — присілок у складі Сернурського району Марій Ел, Росія. Входить до складу Чендемеровського сільського поселення.

## Населення
Населення — 62 особи (2010; 80 у 2002).
Національний склад (станом на 2002 рік):
- марі — 95 %